# Panthera leo vereshchagini
Il leone della Beringia (Panthera leo vereshchagini Baryshnikov e Boeskorov, 2001), noto anche come leone della Siberia orientale, è una specie estinta di felino che visse durante il Pleistocene in Yakutia (Russia), in Alaska (USA) e nel Territorio dello Yukon (Canada). Le analisi del cranio e delle mandibole di questo leone dimostrano che si tratta di una nuova sottospecie diversa dagli altri leoni preistorici. Differisce dal leone delle caverne europeo (Panthera leo spelaea) per le sue dimensioni più grandi e dal leone delle caverne nordamericano (Panthera leo atrox) per le dimensioni più piccole e per le proporzioni del cranio.